# Johannes Vaupell
Johannes Vaupell, född i Hessen-Kassel, Tyskland, död 14 mars 1737 i Stockholm, var en tysk-svensk bildhuggare.
Han var gift första gången 1727 med Judith Amalia de Marés och andra gången med Anna Humborg. Vaupell utförde bland annat de fyra basunblåsande änglarna som pryder läktaren i S:t Nikolai kyrka i Nyköping 1734–1734; dessutom utförde han bildhuggeri för privatpalats och kyrkor i Stockholm. För Härnösands domkyrka ritade han predikstolen som senare snidades av Hans Biskop.